# Jürgen Sprekels
Jürgen Sprekels (* 21. Oktober 1948 in Hamburg) ist ein deutscher Mathematiker und Hochschullehrer.

## Leben
Sprekels studierte an der Universität Hamburg Mathematik. Er schloss sein Studium 1972 mit dem Diplom ab. Von 1973 bis 1981 arbeitete er an der Universität Hamburg als wissenschaftlicher Assistent. 1975 promovierte er dort bei Lothar Collatz und Rainer Ansorge mit einer Arbeit zum Thema Fixpunktsätze für eine Klasse expandierender Operatoren und ihre Anwendung auf nichtlineare Integral- und Differentialgleichungen. Ebenfalls in Hamburg habilitierte er sich 1977 mit einer Arbeit zum Thema Iterationsverfahren zur Einschließung positiver Lösungen superlinearer Integralgleichungen und Randwertaufgaben.
Von 1977 bis 1978 ging Sprekels als Gastprofessor an die University of Oregon. Von 1980 bis 1981 hatte er eine Vertretungstelle als Professor an der Freien Universität Berlin inne. Dann wechselte er als Professor für Numerische Mathematik an die Universität Augsburg. 1988 wurde er als ordentlicher Professor für Ingenieurmathematik an die Universität-Gesamthochschule Essen berufen.
1994 wechselte Sprekels nach Berlin. Dort war er von 1994 bis 2014 ordentlicher Professor für Angewandte Analysis am Institut für Mathematik der Humboldt-Universität zu Berlin und von 1994 bis 2015 Direktor des Weierstraß-Institut für Angewandte Analysis und Stochastik (WIAS).
Nach seiner Emeritierung stand Sprekels bis 2019 dem Institut für Mathematik der Humboldt-Universität als Berater zur Verfügung.

## Forschungsinteressen
Sprekels forscht auf den Gebieten der Angewandten Mathematik, Numerik, der Optimierung, des Operations Research und der Modellierung physikalischer Prozesse mit Hilfe von partiellen Differentialgleichungen. Er untersucht Formgedächtnislegierungen, Kristallwachstums-Modelle und piezoelektrische Effekte.
Sprekels wirkte als Antragsteller und als beteiligter Wissenschaftler an mehreren von der Deutschen Forschungsgemeinschaft (DFG) geförderten Projekten mit, darunter
- 1995–2006: Adaptive Optimierung von Flugprofilen mit Gedächtnislegierungen
- 1998–2004: Hysterese-Operatoren in Phasenfeld-Gleichungen
- 2000–2008: Mikro-Makro-Übergänge mittels Modulationstheorie
- 2004–2007: Models for Phase Transition with Thermo-Mechanical Interaction
- 2005–2009: Analysis, Numerik und Optimierung von Mehrphasenproblemen[9]

Sprekels hat mehr als 250 Publikationen verfasst. Sein h-Index liegt bei 30.

## Ämter, Mitgliedschaften
Von 2006 bis 2010 war Sprekels Koordinator des International Mathematical Sciences Institutes (IMSI). Von 1999 bis 2005 war er Sprecher der Sektion D – Mathematik, Natur- und Ingenieurwissenschaften der Leibniz-Gemeinschaft und Mitglied ihres Präsidiums und von 2007 bis 2009 Sprecher des Forschungsverbundes Berlin. Von 2002 bis 2009 war er Mitglied des Verwaltungsrates von Matheon.

## Veröffentlichungen (Auswahl)
- Mit  Pierluigi Colli, Angelo Favini, Elisabetta Rocca, Giulio Schimperna: Solvability, Regularity, and Optimal Control of Boundary Value Problems for PDEs, Springer, 2017, ISBN 978-3-319-64488-2
- Mit Wolfgang König: Karl Weierstraß (1815–1897). Aspekte seines Lebens und Werkes. Springer 2016, ISBN 978-3-658-10618-8
- Mit anderen: MATHEON – Mathematics for Key Technologies, 2014, EMS Press, ISBN 978-3-03719-137-8
- Mit Karl-Heinz Hoffmann: Free Boundary Value Problems, Birkhäuser, 2012, ISBN 978-3-0348-7302-4
- Mit Fredi Troltzsch: Optimal Control of Partial Differential Equations: Theory, Methods and Applications, American Mathematical Society, 2010, ISBN 978-0-8218-4904-0
- Mit  Karl Kunisch, Günter Leugering, Fredi Tröltzsch: Optimal Control of Coupled Systems of Partial Differential Equations, Birkhäuser, 2009, ISBN 978-3-7643-8923-9
- Mit Pekka Neittanmäki und Dan Tiba: Optimization of Elliptic Systems. Theory and Applications., Springer-Verlag, Springer Monographs in Mathematics, New York 2006, ISBN 978-0-387-27235-1
- Mit  P. Colli, Nobuyuki Kenmochi: Dissipative Phase Transitions, World Scientific Publishing Co Pte Ltd, 2006, ISBN 978-981-256-650-8
- Mit Bernold Fiedler (Herausgeber), Konrad Gröger (Herausgeber): Equadiff 99 (In 2 Volumes). Proceedings of the International Conference on Differential Equations. Berlin, Germany, 1–7 August 1999, World Scientific (2000), ISBN 981-02-4359-6
- Mit Martin Brokate: Hysteresis and Phase Transitions., Springer-Verlag, Applied Mathematical Sciences Vol. 121, New York 1996, ISBN 978-0-387-94763-1
- Mit Karl-Heinz Hoffmann: Free Boundary Value Problems: Theory and Applications, Longman Higher Education, 1990, ISBN 978-0-582-01860-0